# Reißeck
Reißeck è un comune austriaco di 2 199 abitanti nel distretto di Spittal an der Drau, in Carinzia. È stato istituito nel 1973 con la fusione dei comuni soppressi di Kolbnitz, Mühldorf (tornato autonomo nel 1992) e Penk; capoluogo comunale è Kolbnitz.